# Satsuo Yamamoto
Satsuo Yamamoto (山本 薩夫, Yamamoto Satsuo), né le 15 juillet 1910 et mort le 11 août 1983, est un réalisateur japonais.

## Biographie
Satsuo Yamamoto naît le 15 juillet 1910 dans la préfecture de Kagoshima. Il abandonne l'université Waseda pour rejoindre la Shōchiku, où il débute comme assistant pour Mikio Naruse et d'autres réalisateurs. Il suit ensuite Naruse lorsque celui-ci part pour les studios P.C.L., et devient réalisateur peu après que la compagnie ne devienne la Tōhō.
Pendant la Seconde Guerre mondiale, il réalise plusieurs films de propagande pour la Tōhō tout en étant un membre fervent du Parti communiste japonais. Après la guerre, il participe à la controverse impliquant la Tōhō et se fait renvoyer.
Par la suite, il réalise des films indépendants fortement impliqués dans la réalité sociale de son pays. On le surnomme alors le « Cecil B. DeMille Rouge ».
Il meurt d'un cancer du pancréas le 11 août 1983 à l'âge de 73 ans.
Satsuo Yamamoto a réalisé 60 films entre 1937 et 1982.

## Filmographie

Affiche japonaise du film Qui a fait cette femme? (1949).

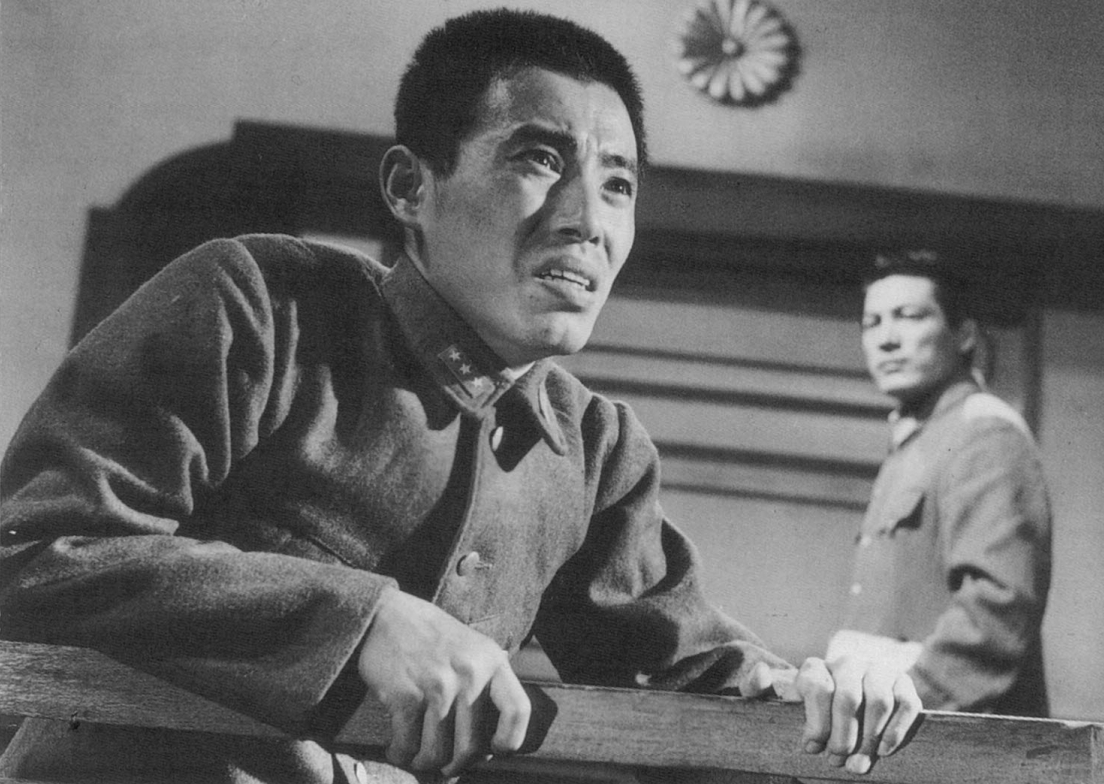
Isao Kimura et Eiji Okada dans Zone de vide (1952).

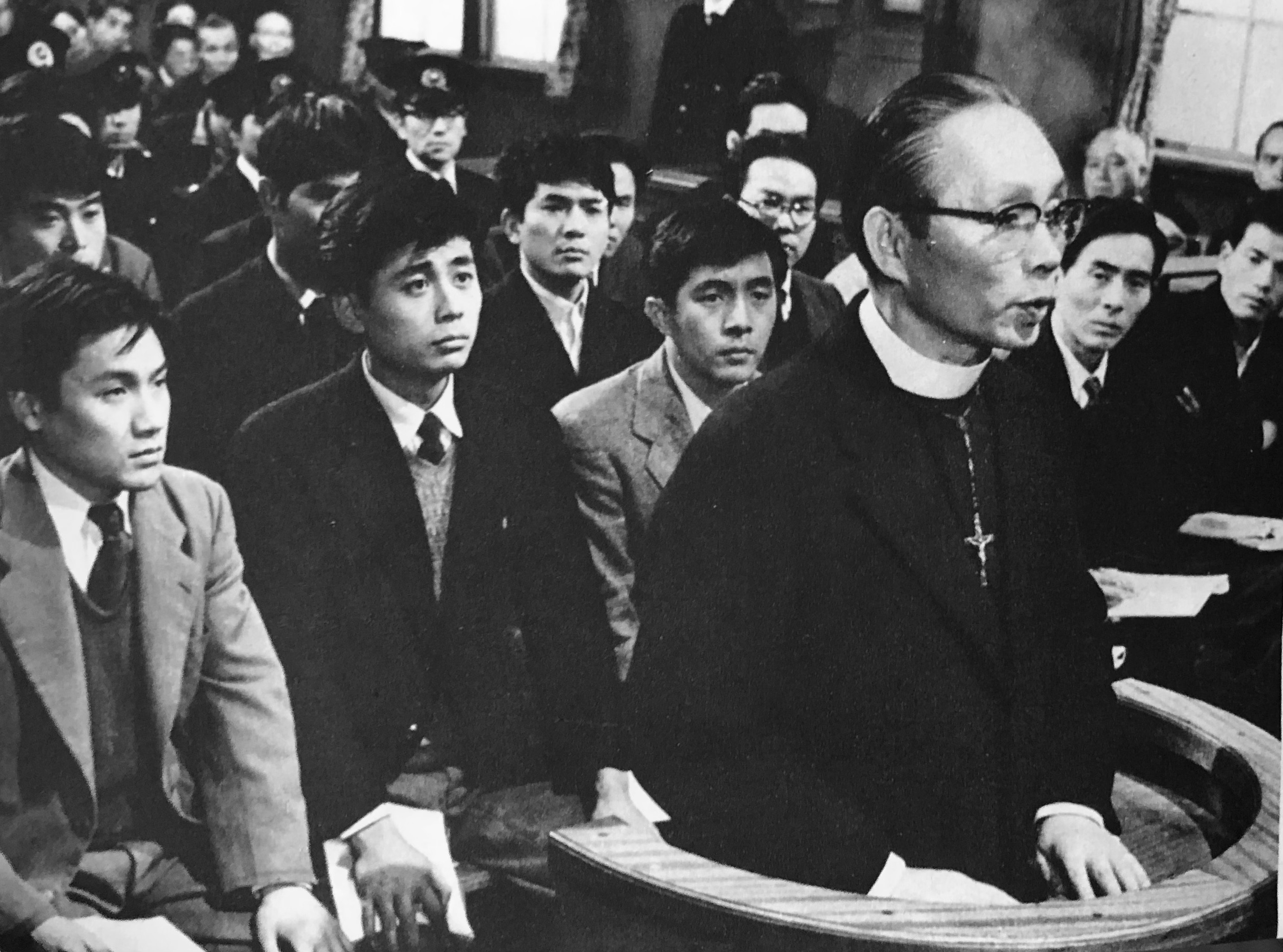
Scène du film L'Affaire Matsukawa (1961).

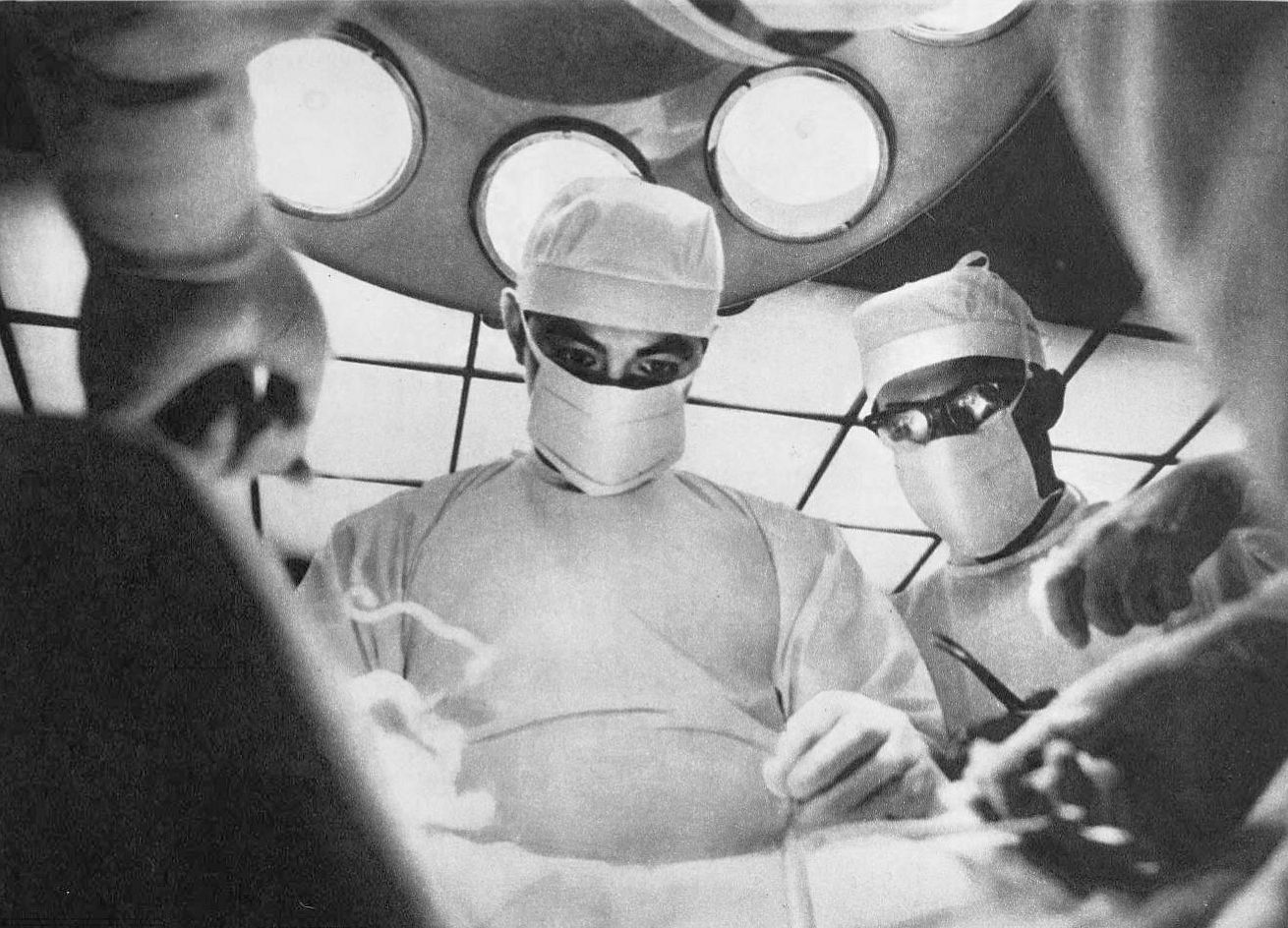
Scène du film La Tour d'ivoire (1966).

Sauf indication contraire, les titres en français se basent sur la filmographie de Satsuo Yamamoto dans l'ouvrage Le Cinéma japonais de Tadao Satō.

### Années 1930
- 1937 : Mademoiselle (お嬢さん, Ojōsan?)
- 1937 : Le Chant de ma mère I (母の曲 前篇, Haha no kyoku: Zenpen?)
- 1937 : Le Chant de ma mère II (母の曲 後篇, Haha no kyoku: Kōhen?)
- 1938 : La Symphonie pastorale (田園交響曲, Den'en kōkyōgaku?)[3]
- 1938 : Journal de famille I (家庭日記 前篇, Katei nikki: Zenpen?)
- 1938 : Journal de famille II (家庭日記 後篇, Katei nikki: Kōhen?)
- 1939 : Sazen Tange, nouvelle édition (新篇 丹下左膳 隻手篇, Shinpen Tange Sazen: Hayate-hen?)
- 1939 : Un magnifique départ (美はしき出発, Uruwashiki shuppatsu?)
- 1939 : La Ville (街, Machi?)
- 1939 : La Femme qui noue les rubans (リボンを結ぶ夫人, Ribon o musubu fujin?)

### Années 1940
- 1940 : Avec mon père le zéphyr (そよ風父と共に, Soyokaze chichi to tomoni?)
- 1940 : La Promesse des sœurs (姉妹の約束, Shimai no yakusoku?)
- 1941 : Si l'on chante c'est le paradis (歌へば天国, Utaeba tengoku?) co-réalisé avec Motoyoshi Oda
- 1942 : Le Triomphe des ailes (翼の凱歌, Tsubasa no gaika?)[4]
- 1943 : Vent chaud (熱風, Neppū?)
- 1947 : La Guerre et la Paix (戦争と平和, Sensō to Heiwa?) co-réalisé avec Fumio Kamei[5]
- 1949 : Qui a fait cette femme? (こんな女が誰にした, Konna onna ni darega shita?)

### Années 1950
- 1950 : Ville de violence (ペン偽らず 暴力の街, Pen itsuwarazu, bōryoku no machi?)[6]
- 1952 : Tempête sur Hakone (箱根風雲録, Hakone fūunroku?)
- 1952 : Zone de vide (真空地帯, Shinkū chitai?)[7]
- 1954 : Jusqu'au bout du jour (日の果て, Hi no hate?)
- 1954 : Quartier sans soleil (太陽のない街, Taiyō no nai machi?)
- 1955 : Puisque je t'aime (愛すればこそ 第三話 愛すればこそ, Aisureba koso?) - 3e segment - co-réalisé avec Tadashi Imai et Kōzaburō Yoshimura
- 1955 : Le Journal des acteurs ambulants (浮草日記, Ukigusa nikki?)
- 1956 : Avalanche (雪崩, Nadare?)
- 1956 : Dans le tumulte du typhon (台風騒動記, Taifū sōdōki?)[8]
- 1958 : La Veste rouge (赤い陣羽織, Akai jinbaori?)
- 1959 : Le Chant de la carriole (荷車の歌, Niguruma no uta?)[9]
- 1959 : Le Mur humain (人間の壁, Ningen no kabe?)

### Années 1960
- 1960 : Bataille sans armes (武器なき斗い, Buki naki tatakai?)
- 1961 : L'Affaire Matsukawa (松川事件, Matsukawa jiken?)
- 1962 : Les jeunes filles qui embrassent les seins (乳房を抱く娘たち, Chibusa o daku musume tachi?)
- 1962 : Le Secret du ninja (忍びの者, Shinobi no mono?)[10]
- 1963 : L'Eau rouge (赤い水, Akai mizu?)
- 1963 : Le Secret du ninja II (続・忍びの者, Zoku shinobi no mono?)
- 1964 : Le Magnat (傷だらけの山河, Kizudarake no sanga?)[11]
- 1965 : Les Contes du voleur japonais (にっぽん泥棒物語, Nippon dorobō monogatari?)
- 1965 : La Chaise du témoin (証人の椅子, Shōnin no isu?)
- 1965 : L'Espion (スパイ, Supai?)
- 1966 : Point de congélation (氷点, Hyōten?)
- 1966 : La Tour d'ivoire (白い巨塔, Shiroi kyotō?)[12]
- 1967 : Le Faux Inspecteur (にせ刑事, Nise keiji?)
- 1967 : La Légende de Zatoïchi : Le Justicier (座頭市牢破り, Zatōichi rōyaburi?)
- 1968 : L'Usine aux esclaves (ドレイ工場, Dorei kōjo?) coréalisé avec Atsushi Takeda
- 1968 : La Lanterne pivoine (牡丹燈籠, Botan-dōrō?)[13]
- 1969 : Vietnam (ベトナム, Betonamu?)
- 1969 : Le Parti du Tengu (天狗党, Tengu-tō?)

### Années 1970
- 1970 : La Guerre et les Hommes I (戦争と人間 第一部 運命の序曲, Sensō to nigen I: Unmei no jokyoku?)
- 1971 : La Guerre et les Hommes II (戦争と人間 第二部 愛と悲しみの山河, Sensō to ningen II: Ai to kanashimino sanga?)
- 1973 : La Guerre et les Hommes III (戦争と人間 第三部 完結篇, Sensō to ningen III: Kanketsuhen?)
- 1974 : Une famille splendide (華麗なる一族, Karei naru ichizoku?)
- 1975 : Éclipse solaire (金環蝕, Kinkanshoku?)[14]
- 1976 : Zone stérile (不毛地帯, Fumō chitai?)
- 1976 : Au bord de l'eau, années Tenbo (天保水滸伝 大原幽学, Tenpō suiko-den: Ōhara yugaku?)
- 1978 : Le Mois d'août sans empereur (皇帝のいない八月, Kōtei no inai hachigatsu?)
- 1979 : Le Col Nomugi (あゝ野麦峠, Ā, Nomugi tōge?)

### Années 1980
- 1981 : La Ville des Asshii (アッシイたちの街, Asshii tachi no machi?)
- 1982 : Le Col Nomugi II (あゝ野麦峠 新緑篇, Ā, Nomugi tōge: Shinryokuhen?)

## Distinctions
Sauf indication contraire, les informations mentionnées dans cette section peuvent être confirmées par la base de données cinématographiques IMDb,  présente dans la section « Liens externes ».

### Récompenses
- 1960 : prix Mainichi du meilleur réalisateur pour Le Chant du chariot et Le Mur humain[15]
- 1966 : prix Blue Ribbon du meilleur réalisateur pour Les Contes du voleur japonais et La Chaise du témoin[16]
- 1967 : Prix d'argent pour La Tour d'ivoire au festival international du film de Moscou[17]
- 1967 : prix Mainichi du meilleur réalisateur et du meilleur film pour La Tour d'ivoire[18]
- 1967 : prix Blue Ribbon du meilleur film pour La Tour d'ivoire[19]
- 1967 : prix Kinema Junpō du meilleur réalisateur et du meilleur film pour La Tour d'ivoire[20]
- 1971 : prix Mainichi du meilleur réalisateur pour La Guerre et les Hommes I[21]
- 1977 : prix Mainichi du meilleur réalisateur et du meilleur film pour Zone stérile[22]
- 1980 : prix Mainichi du meilleur film pour Le Col Nomugi / Vivre dans la joie[23]

### Nominations et sélections
- 1967 : La Tour d'ivoire est sélectionné en compétition pour le Grand Prix au festival international du film de Moscou[17]
- 1980 : prix du meilleur film et du meilleur réalisateur pour Le Col Nomugi / Vivre dans la joie aux Japan Academy Prize[24]